# Organisation territoriale de l'État islamique
Cet article présente le découpage territorial revendiqué par l'État islamique (ÉI), une organisation armée terroriste islamiste, d'idéologie salafiste djihadiste.
La stratégie « califale » de l'ÉI n'est pas uniquement le résultat d'un concours de circonstances mais elle vient aussi d'une réflexion à long terme née de l'histoire des mouvements djihadistes. Par exemple, un ouvrage apparu en 2004 sur les forums djihadistes, signé d'un certain Abou Bakr al-Naji et intitulé Gestion de la barbarie, où est détaillée une stratégie grâce à laquelle les groupes djihadistes seraient en mesure de s'imposer territorialement face aux régimes arabes et musulmans, d'une part, et face aux Américains et aux Occidentaux, d'autre part. Pour leur permettre d'atteindre leur objectif ultime, la restauration du califat, il formule à leur intention des propositions et il leur suggère la marche à suivre pour contrôler le ressentiment des populations, la violence et la propagande.
Selon l’ancien diplomate Wladimir Glasman (alias Ignace Leverrier), progressivement, l'ÉI cherche à se construire une autorité, et à démontrer qu'il fonctionne en 2015 non pas comme un groupe, une jamâ'a, mais bien comme un État ; l'ancien diplomate lui-même parlant plutôt de « proto-État ».

## Une gestion tribale
D'après Wladimir Glasman, ancien diplomate et auteur d'études sur les mouvements islamistes, suivant les recommandations élaborées, notamment, dans le texte d'Abou Bakr al-Naji et intitulé L'administration de la sauvagerie : l'étape la plus critique à franchir par la Oumma, l'ÉI a cherché à retourner à son profit la notion de sahwa, nom donné à la méthode américaine durant la guerre d'Irak pour s'associer militairement aux tribus irakiennes par un engagement monnayé.
Des clans tribaux ont toutefois accepté l'autorité de l'ÉI, à Alep, à Raqqa, à Deir ez-Zor et à Hassaké. Pour d'autres tribus syriennes, l'ÉI en a neutralisés les plus puissantes par la division et a soumis par la violence celles qui s'étaient montrées réfractaires à son autorité. Par la suite, le groupe djihadiste a pu se désengager de certains territoires, administrés directement par les tribus qui les peuplent. Sur le plan militaire, ces tribus lui apportent un soutien important, le groupe djihadiste parvenant à jouer des rivalités ethniques et tribales pour les mobiliser en sa faveur, comme à Tall Hamis, contre les troupes du Parti de l'union démocratique (PYD) kurde.

## Liste des«provinces»revendiquées

Territoires dont le contrôle est revendiqué par l'État islamique (septembre 2017).

Les « provinces » sont soit des branches locales de l'organisation hors d'Irak et de Syrie, soit le nom donné à certains territoires contrôlés en Irak et en Syrie.
L'État islamique a revendiqué une organisation des territoires qu'il contrôle ou revendique en plusieurs provinces (wilayat en arabe) :
| Nom en français                                                   | Nom en arabe                                          | Correspondance et commentaires |
| ----------------------------------------------------------------- | ----------------------------------------------------- | --- |
| Province d'Irak                                                   | Wilayat al-Iraq                                       | Créée en 2018. |
| Province du Levant                                                | Wilayat al-Cham                                       | Créée en 2018. |
| Province de Baghdad                                               | Wilayat Baḡdād                                        | Province de Bagdad, en Irak. Intégrée à Wilayat al-Iraq en 2018. |
| Province d'Al-Anbar                                               | Wilayat al-ʾAnbār                                     | Correspondant initialement à la province d'Al-Anbar en Irak, puis amputée d'une partie de son territoire pour constituer la province de l'Euphrate. Intégrée à Wilayat al-Iraq en 2018.                                                        |
| Province de Diyala                                                | Wilayat Diyālā                                        | Province de Diyala, en Irak. Intégrée à Wilayat al-Iraq en 2018. |
| Province de Kirkouk                                               | Wilayat Kirkūk                                        | Province de Kirkouk, en Irak. Intégrée à Wilayat al-Iraq en 2018. |
| Province de Salah al-Din                                          | Wilayat Ṣalāḥ ad-Dīn                                  | Province de Salah ad-Din, en Irak. Intégrée à Wilayat al-Iraq en 2018. |
| Province de Ninive                                                | Wilayat Nīnawā                                        | Province de Ninive, en Irak. Intégrée à Wilayat al-Iraq en 2018. |
| Une partie de la province de Babil                                | Wilayat Bābil                                         | Une partie de la province de Babil, en Irak. Intégrée à Wilayat al-Iraq en 2018. |
| Province d'al-Jazirah                                             | Wilāyat al-Jazīrah                                    | Irak. Intégrée à Wilayat al-Iraq en 2018. |
| Province du Tigre                                                 | Dijlāh                                                | Irak. Intégrée à Wilayat al-Iraq en 2018. |
| Province de Fallujah                                              |                                                       | Irak. Intégrée à Wilayat al-Iraq en 2018. |
| Province d'Al Barakah                                             | Wilāyat al-Barakah                                    | gouvernorat de Hassaké en Syrie. Intégrée à Wilayat al-Cham en 2018. |
| Province de Raqqa                                                 | Wilayat al-Raqqah                                     | Gouvernorat de Raqqa en Syrie. Siège de la capitale Raqqa. Intégrée à Wilayat al-Cham en 2018. |
| Province du Hauran                                                | Wilayat Hauran                                        | Gouvernorat de Deraa en Syrie. Intégrée à Wilayat al-Cham en 2018. |
| Province de Homs                                                  | Wilayat Homs                                          | Gouvernorat de Homs, en Syrie. Intégrée à Wilayat al-Cham en 2018. |
| Province d'Alep                                                   | Wilayat al-Halab                                      | gouvernorat d'Alep en Syrie |
| Province de Hamah                                                 | Wilayat Hama                                          | (revendications à l'abandon) |
| Province d'Idlib                                                  | Wilayat Idlib                                         | (revendications à l'abandon) |
| Province de Damas                                                 | Wilayat al-Dimashq                                    | Gouvernorat de Damas. Intégrée à Wilayat al-Cham en 2018. |
| Province de Badiya                                                | Wilayat al-Badiya                                     | Intégré à la province de Homs depuis août (2014 ?) |
| Province de Lattaquié                                             | Wilayat al-Ladhikiyah                                 | Gouvernorat de Lattaquié en Syrie. Intégrée à Wilayat al-Cham en 2018. |
| Province d'Al Khayr                                               | Wilayat al-Khayr                                      | Correspond initialement au gouvernorat de Deir ez-Zor en Syrie, puis amputée d'une partie de son territoire pour constituer la province de l'Euphrate. Intégrée à Wilayat al-Cham en 2018.                                                     |
| Province du Littoral                                              | Wilayat al-Sahel                                      | Tartous. Intégrée à Wilayat al-Cham en 2018. |
| Province de l'Euphrate,                                           | Wilâyat al-Furât                                      | Constituée de part et d'autre de la frontière entre l'Irak et la Syrie à partir de territoires de la province de Deir ez-Zor (côté syrien) et de la province d'Al-Anbar (côté irakien). Intégrée à Wilayat al-Cham et Wilayat al-Iraq en 2018. |
| Province des Deux Sanctuaires,                                    | Wilayat al-Haramayn                                   | Arabie saoudite. Les deux sanctuaires (haram) sont La Mecque et Médine. |
| Province du Yémen,                                                | Wilayat al-Yaman / Wilayat Yemen                      | Yémen. Subdivisée ensuite en plusieurs provinces (voir juste en dessous). |
| Province de Sanaa                                                 | Wilayat Sana'a                                        | |
| Province de Chabwa                                                | Wilayat Chabwa                                        | |
| Province de Lahj                                                  | Wilayat Lahij                                         | |
| Province d'al-Bayda                                               | Wilayat al Bayda                                      | |
| Province du Hadramaout                                            | Wilayat Hadramawt                                     | |
| Province d'Aden / d'Aden-Abyan                                    | Wilayat Aden                                          | |
| Province de la Brigade verte                                      | Wilayat ?                                             | Gouvernorats d'Ibb et de Ta'izz. |
| Province d'Ataq                                                   | Wilayat Ataq                                          | |
| Province du Sinaï,                                                | Wilayat Sinaï                                         | Péninsule du Sinaï, en Égypte. |
| Province de Cyrénaïque                                            | Wilayat al-Barqah                                     | Cyrénaïque, en Libye. |
| Province du Fezzan                                                | Wilayat al-Fizan                                      | Fezzan, en Libye. |
| Province de Tripolitaine                                          | Wilayat al-Tarabulus                                  | Tripolitaine, en Libye. |
| Province de Libye                                                 | Wilayat Libya                                         | Libye. Fusion des trois provinces susmentionnées. |
| Province d'Algérie                                                | Wilayat al-Jazaïr                                     | Algérie. |
| Province du Khorassan                                             | Wilayat al-Khurasan                                   | Afghanistan, Pakistan, Tadjikistan, Iran et Ouzbékistan. Tire son nom de la région historique du Khorassan. |
| Province du Soudan occidental / Province de l'Afrique occidentale | Wilayat al Sudan al Gharbi / Wilāyat Gharb Ifrīqīyyah | Nigeria. |
| Province du Caucase (en)                                          | Wilayah al-Qawqaz (ولاية القوقاز)                     | . |
| Province de Somalie                                               | Wilayat al Somal (ولاية الصومال)                      | Somalie. |
| Province d'Afrique de l'Ouest                                     | Wilāyat Gharb Ifriqiya (ولاية غرب إفريقية)            | Cameroun, Niger, Nigeria et Tchad. |
| Province d'Afrique centrale                                       | Wilayat Wasat Ifriqiya (ولاية وسط إفريقية)            | République démocratique du Congo, Ouganda, Mozambique et Tanzanie. |
| Province du Mozambique                                            | Wilayat Mozambique (ولاية موزمبيق)                    | Mozambique. |
| Province du Sahel                                                 | Wilayat as-Sahel (ولاية الساحل)                       | Bénin, Burkina Faso, Mali, Niger et Nigeria. |
| Province d'Asie de l'Est                                          | Wilayat Sharq Asiyya (ولاية شرق آسيا)                 | Philippines et Indonésie. |
| Province de Turquie                                               | Wilayat Turkiya (ولاية تركيا)                         | Turquie,. |
| Province d'Inde                                                   | Wilayat al-Hind (ولاية الهند)                         | Inde. |

Le 10 juillet 2018, l'État islamique annonce la formation en Syrie d'une dernière « province », la « Wilayat Hauran », qui concerne la zone tenue par l'Armée Khalid ibn al-Walid dans le sud-ouest du gouvernorat de Deraa, en Syrie. Mais dix jours plus tard, l'État islamique, qui ne contrôle alors plus que quelques petites poches, change son organisation et utilise désormais les termes de Wilayat al-Cham pour la Syrie et Wilayat al-Irak pour l'Irak. L'EI passe alors de 35 à six « wilayat », qui correspondent cette fois presque aux frontières internationalement reconnues : l'Irak, la Syrie, l'Asie de l'Est, le Tadjikistan, le Sinaï et la Somalie. Les anciennes « provinces » sont transformées en « cantons ».